# Фёдоров, Леонид Владимирович
Леони́д Влади́мирович Фёдоров (укр. Леонід Володимирович Федоров; род. 28 января 1963, Москва) — советский и украинский футболист, игравший на позиции полузащитника

## Биография
Начал заниматься футболом в СДЮШОР Советского района Москвы, первый тренер — Николай Ковылин.
С 1980 года — в дублирующем составе московского «Локомотива».
В 1984 году дебютировал в основной команде «железнодорожников», в первой лиге чемпионата СССР. В следующем году перешёл в кировоградскую «Звезду», в составе которой провёл 3 сезона.
В 1987 году стал игроком харьковского «Металлиста», однако выступал только за дублирующий состав клуба. Затем защищал цвета симферопольской «Таврии» и черниговской «Десны», после чего на 5 лет перешёл в черновицкую «Буковину». В первом же сезоне вместе с командой стал победителем зоны «Запад» второй лиги чемпионата СССР.
В 1992 году в составе «Буковины» дебютировал в чемпионате независимой Украины. Первый матч в высшей лиге провёл 7 марта 1992 года, выйдя в стартовом составе в домашнем матче против тернопольской «Нивы».
В 1994 году вернулся в «Звезду», возглавляемую Александром Ищенко, где вскоре стал одним из основных игроков и капитаном команды. В составе кировоградского клуба стал победителем первой лиги чемпионата Украины и завоевал право на повышение в классе. Проведя 2,5 сезона за «Звезду» в высшей лиге, вместе с Ищенко и группой игроков (Бурхан, Макогон, Сивуха, Соболь, Руснак) перешёл в винницкую «Ниву», выступавшую в первой лиге, однако спустя полгода вернулся в Кировоград. После возвращения ключевых ролей в команде не отыгрывал и спустя год перешёл сначала в ахтырский «Нефтяник», а затем в роменский «Электрон», где и завершил карьеру игрока.
В 1990 году окончил факультет физвоспитания Черниговского педагогического института, а в 2002 году — Высшую школу тренеров в Москве. Работал тренером старшим тренером и заместителем директора в футбольной школе «Чертаново», тренером юношеских сборных Москвы и России, тренером детско-юношеских команд в Новосибирске. Был помощником тренера, а позднее — главным тренером молодёжной команды «Чертаново».

## Стиль игры
В составе «Звезды» был одним из самых креативных игроков. Будучи универсальным полузащитником, мог сыграть и слева, и на месте опорного хавбека, и под нападающими.

## Семья
Женат на дочери бывшего игрока «Звезды» Виктора Квасова

## Достижения
- Победитель Второй лиги чемпионата СССР: 1990 (зона «Запад»)
- Победитель Первой лиги чемпионата Украины: 1994/1995